# Hatogaya
Hatogaya (鳩ヶ谷市, Hatogaya-shi) était une ville située dans la préfecture de Saitama, au Japon.

## Géographie

### Démographie
En 2010, la population de la ville de Hatogaya était de 61 082 habitants, répartis sur une superficie de 6,22 km2.

## Histoire
La ville moderne de Hatogaya a été fondée le 1er mars 1967. Depuis le 11 octobre 2011, la ville de Hatogaya est intégrée à celle de Kawaguchi.